# Eerste divisie (damesrugby)
De eerste divisie is de hoogste afdeling van het Belgische damesrugby. 

## Omschrijving
Er nemen acht teams deel aan de competitie. De inrichtende macht is de Belgische Rugby Bond (FBRB).

## Competitie
De huidige teams in de eerste divisie van het rugby zijn:
| Ploeg                  | Gemeente    |
| ---------------------- | ----------- |
| Kituro Schaarbeek RC   | Schaarbeek  |
| Boitsfort Rugby Club   | Bosvoorde   |
| Dendermonde Rugby Club | Dendermonde |
| RC Leuven              | Leuven      |

| Ploeg           | Gemeente  |
| --------------- | --------- |
| Rugby Coq Mosan | Berneau   |
| RC Frameries    | Frameries |
| Antwerp RC      | Antwerpen |
| Gent RFC        | Gent      |

## Erelijst
| Seizoen | Winnaar     |
| ------- | ----------- |
| 1995/96 | La Hulpe RC |
| 1996/97 | La Hulpe RC |
| 1997/98 | RC Leuven   |
| 1998/99 | La Hulpe RC |
| 1999/00 | La Hulpe RC |
| 2000/01 | La Hulpe RC |
| 2001/02 | La Hulpe RC |
| 2002/03 | La Hulpe RC |

| Seizoen | Winnaar             |
| ------- | ------------------- |
| 2003/04 | Dendermonde RC      |
| 2004/05 | Dendermonde RC      |
| 2005/06 | Brussels Barbarians |
| 2006/07 | Dendermonde RC      |
| 2007/08 | Dendermonde RC      |
| 2008/09 | Coumères RC         |
| 2009/10 | Coumères RC         |
| 2010/11 | Dendermonde RC      |

| Seizoen | Winnaar        |  |
| ------- | -------------- |  |
| 2011/12 | Dendermonde RC |  |
| 2012/13 | Dendermonde RC |  |
| 2013/14 | Dendermonde RC |  |
| 2014/15 | Dendermonde RC |  |
| 2015/16 | Boitsfort RC   |  |
| 2016/17 | Boitsfort RC   |  |
| 2017/18 | Dendermonde RC |  |
| 2018/19 | Dendermonde RC |  |
| 2024/25 | Gent RFC       |  |